# Hymn Mauretanii (1960–2017)
Hymn Islamskiej Republiki Mauretanii – hymn Mauretanii w latach 1960–2017, jego słowa napisał Baba uld Szajch, a melodię skomponował Tolia Nikiprowetzky.
Hymn ma swoje oficjalne słowa, które zostały zaczerpnięte z XIX-wiecznego poematu autorstwa Baby uld Szajcha. Skomplikowana linia melodyczna i rozbudowana rytmika sprawiają jednak, iż hymn wykonuje się bez partii wokalnej (przez co bywa mylnie klasyfikowany jako hymn wyłącznie instrumentalny).
W dniu 28 listopada 2017, hymn został zastąpiony zgodnie z postanowieniem zawartym podczas referendum, z sierpnia tego samego roku.
Słowa arabskie
كن للاله ناصرا وأنكر المناكرا

وكن مع الحق الذي يرضاك منك دائرا

ولا تعد نافعا سواه أو ضائرا

واسلك سبيل المصطفى ومت عليه سائرا

فما كفى والان أليسا يكفي لأخيرا

وكن لقوم احدثوا في أمره مهاجرا

قد موهوا بشبه واعتذروا معاذرا

وزعموا مزاعما وسودوا دفاترا

واحتنكوا أهل الفلا واحتنكوا الحواضرا

وأورثت أكابر بدعتها أصاغرا

وإن دعا مجادل في أمرهم إلى مرا

فلا تمار فيهم إلا مراء ظاهرا
Romanizacja
Kun lil-ilahi nasiran, wa-ankir al-manakira

Wa-kun maʿa l-haqqi l-ladhi yarda-hu minka da’ira

Wa-la ta ʿuddu nafi ʿa siwa-hu aw da’ira

Wa-sluk sabila l-mustafa wa-mutt ʿalayhi sa’ira

Fa-ma kafa awwalana a-laysa yakfi l-akhira

Wa-kun li-qawmin ahdathu fi amrihi muhajira

Qad mawwahu bi-shibhin wa- ʿtadhiru ma ʿadhira,

Wa-za ʿamu maza ʿima wa-sawwadu dafatira,

Wa-htanaku ahla l-fala, wa-htanaku l-hawadira

Wa-awrathat akabira bid ʿatuha asaghira

Wa-in da ʿa mujadilun fi-amri-him ila mira

Fa-la tumari fihim illa mira’a zahira